# Liriomyza graminivora
Liriomyza graminivora este o specie de muște din genul Liriomyza, familia Agromyzidae, descrisă de Erich Martin Hering în anul 1949.
Este endemică în Germania. Conform Catalogue of Life specia Liriomyza graminivora nu are subspecii cunoscute.